# Levisa Fork
La Levisa Fork est une rivière américaine d'une longueur de 264 km qui coule dans les États de la Virginie et du Kentucky. Elle est un affluent de la Big Sandy dans le bassin du Mississippi.